# 1956年華文中學暴動
華文中學暴動（英語：Chinese middle schools riots）是指新加坡在1956年一連串牽涉華人社群的暴動，多達13人喪生、逾100人受傷。

## 历史
在1956年，林有福接替大衛·馬紹爾出任新加坡首席部長，為了從英政府爭取落實新加坡全面自治，他上任後即採取強硬態度對付境內左派活動，尋求取得英方信任。有關行動得到時任新加坡總督和警務處長的支持。
在1956年9月，林有福政府取締新加坡婦女聯合會和新加坡銅鑼合唱團兩個被指親共的組織，而同樣被指受到共黨滲透的新加坡華文中學學生聯合會也遭解散。可是，有關行動觸發大批華文學校左派師生聲援，並在1956年10月於中正中學和華僑中學發起靜坐抗議。靜坐抗議持續約兩周後，政府在10月24日發出最後通牒，指令師生停止靜坐和離開校園，但靜坐人士未有遵從，暴動遂於最後通牒的限期屆滿後爆發，並迅即由兩所中學蔓延至新加坡其他地方。
在10月26日，政府派出防暴警察進校清場，同時在10月26日至11月2日實施宵禁，從而有效平息騷動，但在五日間，多達13人在亂事中喪生，逾100人受傷，隨後累計被當局拘捕的人數也逾數百人，當中包括新加坡立法議會在野黨人民行動黨陣營內的左翼派系成員林清祥、方水雙和蒂凡那等，他們要到1959年新加坡自治邦成立和人民行動黨上台執政後才得以獲釋。
林有福對左派採取的強硬態度，成功取得英方信任，促成新加坡自治談判的重開。他最終於1957年4月與英方達成新加坡全面自治的憲制協議，為新加坡自治邦在1959年成立奠定基礎。